# Вейник туркестанский
Ве́йник туркеста́нский (лат. Calamagróstis turkestánica) — вид однодольных растений рода Вейник (Calamagrostis) семейства Злаки (Poaceae). Растение впервые описано австрийским ботаником Эдуардом Хаккелем в 1906 году.
Синонимичные названия — Calamagrostis alexeenkoana Litv., Calamagrostis alopecuroides Roshev.. В некоторых источниках упоминается под названием Calamagrostis pseudophragmites subsp. tartarica (Hook. f.) Tzvelev.

## Распространение, описание
Распространён в Центральной Азии (Кыргызстан, Таджикистан).
Гемикриптофит. Травянистое растение с очерёдным листорасположением. Листья простые, ланцетной либо линейной формы. Плод — зерновка жёлтого цвета.